# Maxime Kaboré
Maxime Kaboré; (Uagadugú, Alto Volta, 14 de febrero de 1966), líder político y sicólogo africano, de la nación de Burkina Faso (ex Alto Volta). Excandidato presidencial a las elecciones de 2010.

## Estudios y carrera profesional
Hizo estudios en la Academia de Kadiogo (1979) y luego en el Instituto Bogodogo. Se matriculó en la Universidad de Uagadugú para la carrera de sicología, pero sus estudios fueron suspendidos para continuarlos en Francia, cerca de Normandía.
Encontró trabajo en un asilo y se instala en la ciudad de Mans, Francia. Conoció también la vocación pastoral, inscribiéndose en Bélgica, en el Instituto de Maestros de Teología (1993). Sirvió como pastor en Bruselas y Verviers.

## Carrera política
Ingresó al Partido Social Cristiano, en la ciudad de Lieja, Bélgica, participando incluso de las elecciones municipales de dicha ciudad en 2000 y en 2006.
A través de su organización ASBL (Casa para la Reinserción), una ONG que expandió sus fronteras hasta Burkina Faso, su país natal, donde regresó en 2007, trayendo su organismo para establecer un centro para albergar a niños en situación de calle que se encontraban en la capital y alrededores.
Creó el Partido Independiente de Burkina Faso (PIB), con el cual propone la creación de un Senado para convertir a Burkina Faso en una República con un poder legislativo bicameral.
Fue candidato presidencial en las elecciones de 2010, donde obtuvo solo el 1,48% de los sufragios, quedando en quinto lugar.

## Historia electoral
- Elección presidencial de Burkina Faso (2010), para el período 2011-2016,[2] 21 de noviembre de 2010

| Candidato                   | Partido | Votos     | %      | Resultado  |
| --------------------------- | ------- | --------- | ------ | ---------- |
| Blaise Compaoré             | CDP     | 1 357 955 | 80,15% | Presidente |
| Hama Arba Diallo            | PDS     | 139 114   | 8,21%  |            |
| Bénéwendé Stanislas Sankara | UNIR-MS | 107 331   | 6,34%  |            |
| Boukary Kaboré              | UPS-MP  | 39 188    | 2,31%  |            |
| Maxime Kaboré               | PIB     | 25 085    | 1,48%  |            |
| Pargui Emile Paré           | MPS     | 14 560    | 0,86%  |            |
| François Kaboré             | PDP-PS  | 10 964    | 0,65%  |            |